# Luis Moreno Fernández
Luis Moreno Fernández (Madrid, 1 de octubre de 1950 - 23 de enero de 2023) fue un sociólogo, politólogo, periodista y ensayista español.

## Datos biográficos y trayectoria académica
Licenciado en Ciencias de la Información por la Universidad Complutense de Madrid, ejerció como periodista y reportero en Europa. En 1975 fue director fundador del semanario Despunte. Tras la muerte del general Franco, fue procesado y amnistiado en 1977 por presuntos delitos de opinión. Fue elegido teniente de alcalde de Torrejón de Ardoz y diputado provincial de Madrid en las primeras elecciones locales democráticas de 1979. Como representante regional participó en el inicio del proceso autonómico de la Comunidad de Madrid (1981).
En 1986 se doctoró en Ciencias Sociales por la Universidad de Edimburgo. Investigador del Consejo Superior de Investigaciones Científicas (CSIC) desde 1988. Actualmente es profesor de investigación emérito (ad honorem) en el Instituto de Políticas y Bienes Públicos del Centro de Ciencias Humanas y Sociales (CCHS-CSIC).
Ha desarrollado distintas labores académicas en varias universidades e instituciones de investigación europeas y americanas como la Universidad de Colorado en Boulder, Universidad de Denver, Universidad de Edimburgo, Universidad de Roma La Sapienza e Istituto di Ricerche sulla Popolazione e le Politiche Sociali (CNR). Fue Jean Monnet Senior Research Fellow en el Instituto Universitario Europeo de Florencia durante 1998-99. En España es docente en la Universidad Internacional Menéndez y Pelayo y el Centro de Estudios Políticos y Constitucionales.
Es (co)autor de una treintena libros y de más de trescientas publicaciones científicas. Ha dirigido una veintena de proyectos de investigación financiados por distintas instituciones españolas y europeas. Según Google Académico, es el sociólogo y politólogo español más citado internacionalmente.
Basado en trabajos previos de Juan José Linz, en 1985 formuló por primera vez en el mundo académico anglosajón lo que posteriormente se ha denominado 'the Moreno question’, mediante la cual se establecía una escala de autoidentificación de los ciudadanos escoceses a fin de interpretar su movilización por la autonomía política ('escocés, no británico', 'más escocés que británico', 'igualmente escocés y británico', 'más británico que escocés' y 'sólo británico'). Su libro sobre la federalización de España (1997 y 2008) fue pionero en explicar el modelo de relaciones internas en España como de 'concurrencia múltiple etnoterritorial' entre naciones y regiones. Es, asimismo, un reconocido experto internacional en el estudio de las políticas sociales y del estado del bienestar, habiendo conceptualizado el régimen de bienestar mediterráneo y el papel de las ‘supermujeres’, así como el conjunto del Modelo Social Europeo.

## Obra
Sus libros, La Europa asocial (2013) y Europa sin Estados (2014) debaten sobre si el estado del bienestar es prescindible en una economía mundializada y si es posible la unión política de Europa. Sus compilaciones de artículos, Trienio de Mudanzas (2015) y Sociedades azarosas (2017) analizan el cambio de época en España, Europa y el mundo. Sus últimos libros, Democracias robotizadas (2018) y De fuera hacia dentro: Reflexiones de cambio en tiempos de pandemia 2019-2021 (2021) (coautor en ambos con Raúl Jiménez) versan sobre los efectos de la automatización y la digitalización en nuestras sociedades y sus implicaciones sociales.

## Premios y reconocimientos
En 2022 recibió el Premio Nacional de Investigación Pascual Madoz en el área de Derecho y Ciencias Económicas y Sociales, en reconocimiento por sus aportaciones en las áreas de política social y estado de bienestar, y poder y territorio.